# كريس شارما
كريس شارما (بالإنجليزية: Chris Sharma)‏ هو متسلق صخور ‏ أمريكي، ولد في 23 أبريل 1981 في سانتا كروز في الولايات المتحدة.

## وصلات خارجية
- الموقع الرسمي
- كريس شارما على موقع الاتحاد الدولي لرياضة التسلق (الإنجليزية)
- كريس شارما على موقع IMDb (الإنجليزية)
- كريس شارما على موقع ألو سيني (الفرنسية)
- كريس شارما على موقع أول موفي (الإنجليزية)
- كريس شارما على موقع قاعدة بيانات الفيلم (الإنجليزية)
- كريس شارما على موقع كينوبويسك (الروسية)